# Characodon garmani
Characodon garmani är en fiskart som beskrevs av Jordan och Evermann, 1898. Characodon garmani ingår i släktet Characodon och familjen Goodeidae. IUCN kategoriserar arten globalt som utdöd. Inga underarter finns listade i Catalogue of Life.